# مرشدات وكشافة فنلندا
مرشدات وكشافة فنلندا هي الكشافة الوطنية والتوجيهية في فنلندا. تأسست الحركة الكشفية في فنلندا في عام 1910 كجزء من روسيا القيصرية، والمسجلة لدى الجهاز المركزي للحركة الكشفية الروسية القيصرية. كان الكشافة الفنلندية بين الأعضاء المؤسسين للمنظمة العالمية للحركة الكشفية في عام 1922. وانضمت إلى المرشدات عام 1910 وكانت من بين الأعضاء المؤسسين للجمعية العالمية للمرشدات وفتيات الكشافة. في عام 1972 اندمجت جمعية المرشدات وجمعية الكشافة وشكلت مرشدات وكشافة فنلندا. الجمعية لديها نحو 75000 عضوا.
في فنلندا، كان ينظر إلى الحركة الكشفية في وقت مبكر يوم كبديل لرواد منظمة الشبيبة الشيوعية، التي كانت نشطة لبعض الوقت في الأمة البلطيق.

## روابط خارجية
- الموقع الرسمي (بالفنلندية)
- الموقع الرسمي (بالإنجليزية)